# Шулера
«Шулера» (англ. Rounders) — американский драматический фильм 1998 года о подпольном мире покера с высокими ставками, снятый режиссёром Джоном Далем с Мэттом Деймоном и Эдвардом Нортоном в главных ролях. История рассказывает о двух друзьях, которым нужно выиграть в покер с высокими ставками, чтобы быстро расплатиться с крупным долгом. Термин «шулера» относится к человеку, путешествующему из города в город в поисках карточных игр с высокими ставками.
Фильм «Шулера» получил неоднозначные отзывы и имели умеренный успех в прокате. После покерного бума в начале 2000-х фильм стал культовым. Новеллизация фильма была написана Кевином Кэнти и выпущена издательством Hyperion Books.
Фильм «Шулера» вышел 11 сентября 1998 года в 2176 кинотеатрах и собрал $8,5 млн в первые выходные. В США он заработал $22,9 млн.

## Сюжет
Молодой студент юридического факультета и по совместительству профессиональный игрок в карты Майк, мечтающий о деньгах, славе и победе в крупных покерных турнирах, проигрывает значительную сумму денег криминальному авторитету Тэдди «КГБ». После этого, отдав последнее, Майк решает никогда не брать в руки карты и возвращается к учебе. В размеренную жизнь Майка вмешивается друг детства Лестер по прозвищу «Червь», который выходит из тюрьмы с огромным багажом долгов и в первые же дни на свободе умудряется нажить себе могущественных врагов. Пытаясь спасти друга, Майк вынужден нарушить обещание, данное невесте, и вернуться в мир карточной игры. Некоторое время им везет. Однако попытка быстро собрать необходимые деньги с обычными игроками проваливается. Лестер не способен отыграть роль в спектакле, необходимом для завлечения простаков в игру. Хуже того, ребят ловят за мошенничеством, избивают, и они лишаются денег.
Червь пускается в бега. Майку остаётся одно — попытаться ещё раз собрать крупную сумму и сыграть быстро по крупным ставкам в подпольном казино. Все ему отказывают, но в последний момент $10 000 одалживает его преподаватель Эйб Петровски. Майк снова приходит в заведение Тэдди КГБ. Продемонстрировав хладнокровие и знание психологии, Майк за ночь выигрывает назад долг у хозяина. Расплатившись со своими кредиторами, Майк бросает учёбу и направляется в Лас Вегас на Мировую серию покера.

## В ролях
- Мэтт Деймон — Майк Макдермот
- Эдвард Нортон — Лестер «Червь» Мёрфи
- Джон Туртурро — Джоуи Книш
- Джон Малкович — Тэдди «КГБ»
- Рэй Яничелли — Кенни
- Гретхен Мол — Джо
- Фамке Янссен — Петра
- Мервин Голдсмит — Сай
- Мартин Ландау — Эйб Петровски
- Дэвид Зейес — Озборн

## Награды
- 1998 — Southeastern Film Critics Association Awards — Эдвард Нортон
- 1998 — фильм участник конкурсного показа Венецианского кинофестиваля.